# Marinus de Jong
Marinus de Jong (Oosterhout, 14 augustus 1891 – Ekeren, 13 juli 1984) was een Vlaams componist en pianist van Nederlandse afkomst.

## Jeugd en opleiding
Hij was zoon van landarbeider (poldergast)/koopman Johannes de Jong en Johanna van der Schriek. Hij was het vijfde van uiteindelijk twaalf kinderen. Zijn muzikaliteit kwam al op jonge leeftijd naar voren en dankzij de financiële steun van derden was hij in staat muzieklessen te volgen. Hij boekte zulke vooruitgang, dat hij op vijftienjarige leeftijd werd toegelaten aan het Koninklijk Vlaams Conservatorium Antwerpen. De keuze voor Antwerpen was vanuit Oosterhout logisch: de Scheldestad lag dichter bij zijn kleine stad dan bijvoorbeeld Den Haag of Amsterdam. Hij studeerde er piano bij Emile Bosquet en fuga bij Lodewijk Mortelmans. Om in zijn levensonderhoud te voorzien, gaf hij zelf muzieklessen en speelde hij altviool in diverse orkesten en ensembles.
De Jong raakte overwerkt van alle drukte en moest een tijdje rustig aan doen. Na het uitbreken van de Eerste Wereldoorlog keerde hij tijdelijk terug naar Oosterhout, waar hij verbleef in het Benedictijner klooster. Hier schreef hij zijn opus 1, de Missa Ave Maria (1915). In het klooster bekwaamde de jonge musicus zich ook in het orgelspel. Hij componeerde een Prelude en Tripelfuga, opus 2 (1917) voor dit instrument, dat hem in 1919 een prijs zou opleveren.
Kort na de wapenstilstand van november 1918 keerde Marinus de Jong terug naar België. Hij zou er de rest van zijn lange leven blijven wonen. Hij trouwde met Johanna Corthals en vestigde zich met haar in Kapellen. In 1926 verruilde hij de Nederlandse voor de Belgische nationaliteit.

## Loopbaan
Aanvankelijk was Marinus de Jong vooral als concertpianist actief. Hij trad op in België, Duitsland en zelfs, dankzij bemiddeling van de echtgenote van Mortelmans, in de Verenigde Staten (1920-1922). Het leverde hem successen, maar uiteindelijk weinig bevrediging en zekerheid op. Reden voor De Jong om zich meer op het lesgeven te richten. Hij werd in 1926 benoemd tot het toen nog in Mechelen gevestigde Lemmensinstituut. In 1932 volgde zijn aanstelling tot leraar piano, contrapunt en fuga aan het Antwerpse conservatorium. Zowel in Mechelen als in Antwerpen heeft hij een grote groep jonge musici helpen opleiden. Hij schreef in die jaren een zesdelige Theoretische en Praktische Harmonieleer en een vijfdelig werk Klassiek en modern vocaal en instrumentaal contrapunt, welk laatste echter niet werd uitgegeven. Hoewel zijn pedagogische kwaliteiten buiten kijf stonden, werd De Jong uiteindelijk het meest bekend als componist.

## Componist
Zijn compositiestijl vertoont invloeden van de vroege 20e-eeuwse componisten, maar ook van jazz. Na de periode in de Oosterhoutse abdij bleken ook oude kerkmodi en vooral het gregoriaans een blijvende invloed op zijn werk te hebben. Hij werd een vruchtbaar componist in vrijwel alle genres. Dat was niet altijd positief. De Jong herhaalde zich met enige regelmaat en zijn eerste werken in een bepaald genre zijn vaak de beste. De derde symfonie, die hij in 1976 als 85-jarige schreef en opdroeg aan de nagedachtenis van zijn ouders, behoort tot zijn beste late werken. Een van zijn belangrijkste werken is het oratorium Hiawatha's Lied (opus 37 uit 1947) naar het Indiaanse epos van de Amerikaanse dichter Henry Wadsworth Longfellow in de Vlaamse herdichting van Guido Gezelle. De eerste inspiratie daarvoor deed hij een kwart eeuw eerder op tijdens zijn concertreizen door de Verenigde Staten. Onderdelen van de compositie werden ook herwerkt naar muziek voor twee piano's. Veel succes oogstte hij ook met zijn eerste pianoconcert uit 1924, dat hij zelf regelmatig uitvoerde en dat ook op de plaat werd vastgelegd. De Jong componeerde nog twee andere pianoconcerten, terwijl hij ook soloconcerten schreef voor viool, altviool, cello, fluit, hobo, klarinet, fagot, hoorn, trompet en orgel. Tot zijn kortere orkeststukken behoren drie Vlaamse rapsodieën en Ruimteraket Atlas, waarin de componist jongleert met thema's. Hij schreef in totaal vier symfonieën. In 1932 ontstond de eerste, die lange tijd de enige was. Pas in 1965 kwam hij met een tweede symfonie. Na de al genoemde derde schreef hij in 1981, hij was intussen negentig, een vierde symfonie die hij opdroeg aan zijn twee jaar tevoren overleden echtgenote. De Lelijke meisjes van Bagdad (1964) is een werk voor solisten, koren, ballet en orkest.
Daarnaast schreef De Jong veel kamermuziek, waaronder drie pianosonates en een vioolsonate, liederen op uiteenlopende teksten (zelfs Vier Congolese volksliederen (1940) voor gemengd koor).
Oosterhout eerde de componist door een straat in de componistenbuurt naar hem te vernoemen. Marinus de Jongstraat ligt daar in een wijk samen met straten als Griegstraat, Bizetlaan en Bachstraat.
- Digitale Bibliotheek voor de Nederlandse Letteren: jong043
- Gemeinsame Normdatei: 103817956
- International Standard Name Identifier: 0000 0001 1070 2661
- Library of Congress Control Number: n88613147
- MusicBrainz: db5e8374-2d31-4584-8e67-d6bc7d509b81
- Nationale Bibliotheek van Israël: 987012500853205171
- Nederlandse Thesaurus van Auteursnamen: 070632383
- Virtual International Authority File: 71816766
- WorldCat: E39PBJd3R7Dm4KFhmv6JBMFVG3